# 9468 Brewer
9468 Brewer è un asteroide della fascia principale. Scoperto nel 1998, presenta un'orbita caratterizzata da un semiasse maggiore pari a 2,3205572 UA e da un'eccentricità di 0,1433853, inclinata di 10,00467° rispetto all'eclittica.